# 1958 na arte

## Nascimentos
| 31 de Janeiro || Fred Ozanan || cartunista || Brasil ||1958
4 de maio || Keith Haring || artista gráfico ||  Estados Unidos || m. 1990
|-
|?? || Hugo Debaere || pintor, escultor ||  Bélgica || m. 1994
|-
|?? || Julie Bell || pintora ||  Estados Unidos ||
|-
|?? || Zhang Xiaogang || pintor ||  China ||
|}

## Mortes
| Data            | Nome                | Profissão                                 | Nacionalidade | Observações | Ref |
| --------------- | ------------------- | ----------------------------------------- | ------------- | ----------- | --- |
| 10 de Fevereiro | José Pancetti       | pintor                                    | Brasil        | n. 1902     |     |
| 12 de Fevereiro | Cornélio Pena       | romancista, pintor, gravador e desenhista | Brasil        | n. 1896     |     |
| 13 de Fevereiro | George Rouault      | pintor                                    | França        | n. 1871     |     |
| 19 de Maio      | Valle Júnior        | pintor                                    | Brasil        | n. 1889     |     |
| 11 de Outubro   | Maurice de Vlaminck | pintor                                    | França        | n. 1876     |     |

## Prémios
- Prémio Valmor e Municipal de Arquitectura 1958 - Carlos Manuel Oliveira Ramos[1].